# Жаб'яча черепаха Хоуга
Жаб'яча черепаха Хоуга (Mesoclemmys hogei) — вид черепах з роду Жаб'яча черепаха родини Змієшиї черепахи.

## Опис
Карапакс завдовжки досягає 34,7 см. Голова вузька з двома досить довгими підборідним вусиками. Шия коротка. Карапакс подовжений, овальний, без кіля. Пластрон добре розвинений. У самців більш великі хвости і увігнутий пластрон.
Забарвлення верхньої частини голови сіре або темно-коричневе, у самців з червонуватим пігментом по краях, знизу голова — жовта. Щелепи жовті з темними цятками. Шия зверху сіра чи чорна і знизу жовта. Забарвлення карапаксу змінюється від світло-коричневого до темно-коричневого. Пластрон жовтий із сіро-коричневими плямами. Кінцівки і хвіст зверху темні, знизу — рожево-помаранчеві або кремові.

## Спосіб життя
Полюбляє водні системи у низинах. Мешкає на висоті до 500 м над рівнем моря. Харчується рибою, ракоподібними, комахами, падлом.
Самиця відкладає до 20 яєць.

## Розповсюдження
Мешкає у басейні річок Ітапемірім і Параїба у штатах Еспіриту-Санту, Мінас-Жерайс і Ріо-де-Жанейро на південному сході Бразилії.